# Johannes Angerbauer-Goldhoff

Johannes Angerbauer-Goldhoff

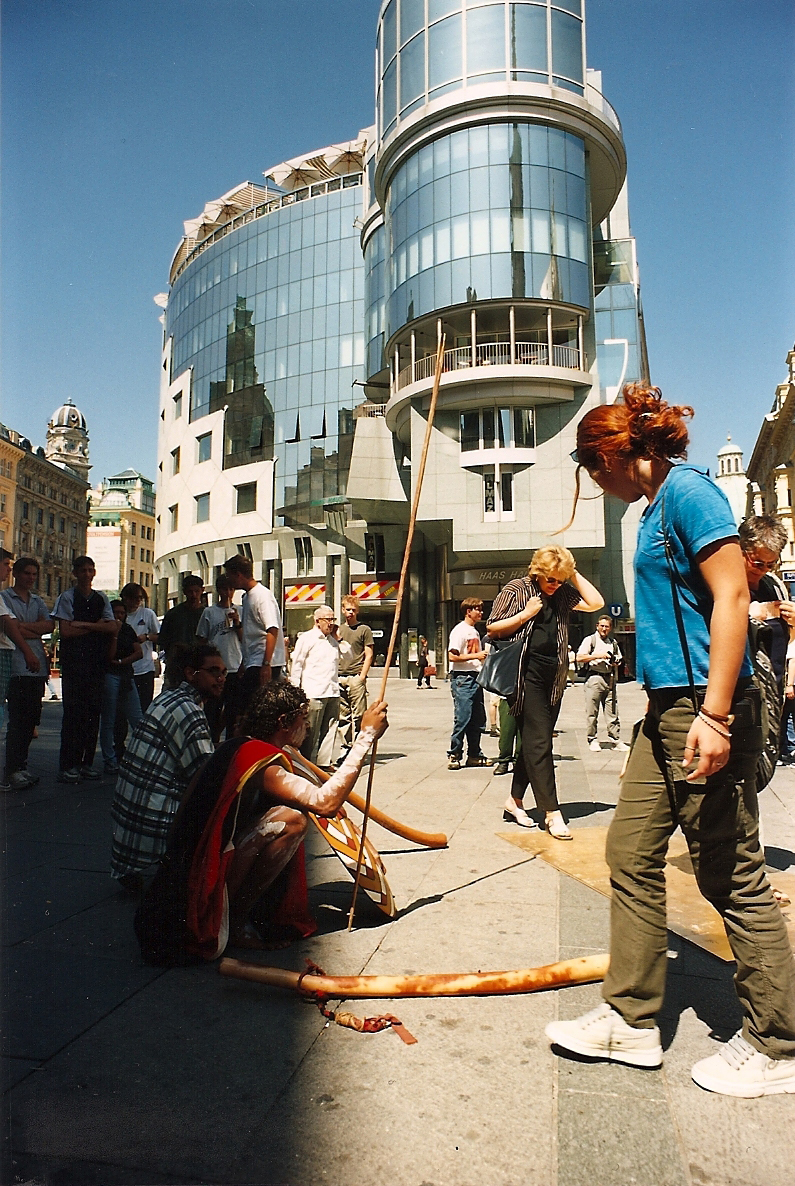
We Are One - We Are Many. Sozial Gold Performance mit Johannes Angerbauer-Goldhoff am Wiener Stephansplatz, Foto Walter Ebenhofer, 19. Juni 2000

Land Art Gössering Gold Stein als Sitzstein am Ufer der Gössering bei Weissbriach (2009)

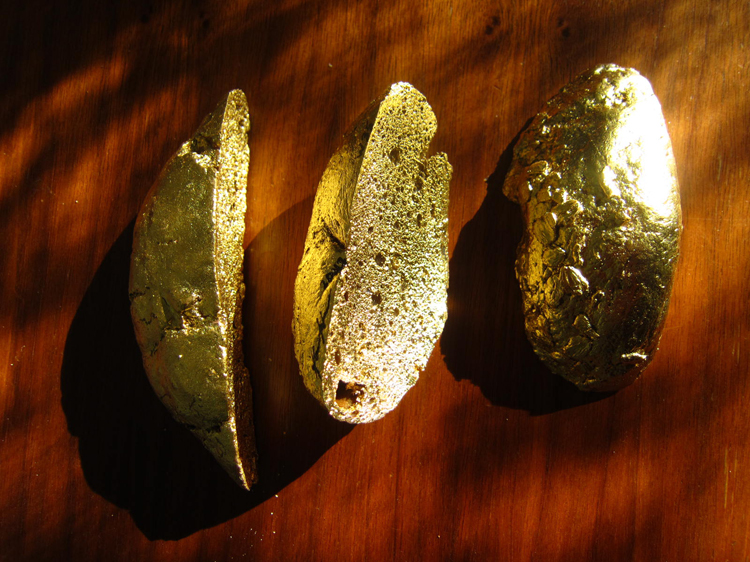
Anlage-Gold-Barren (2014)

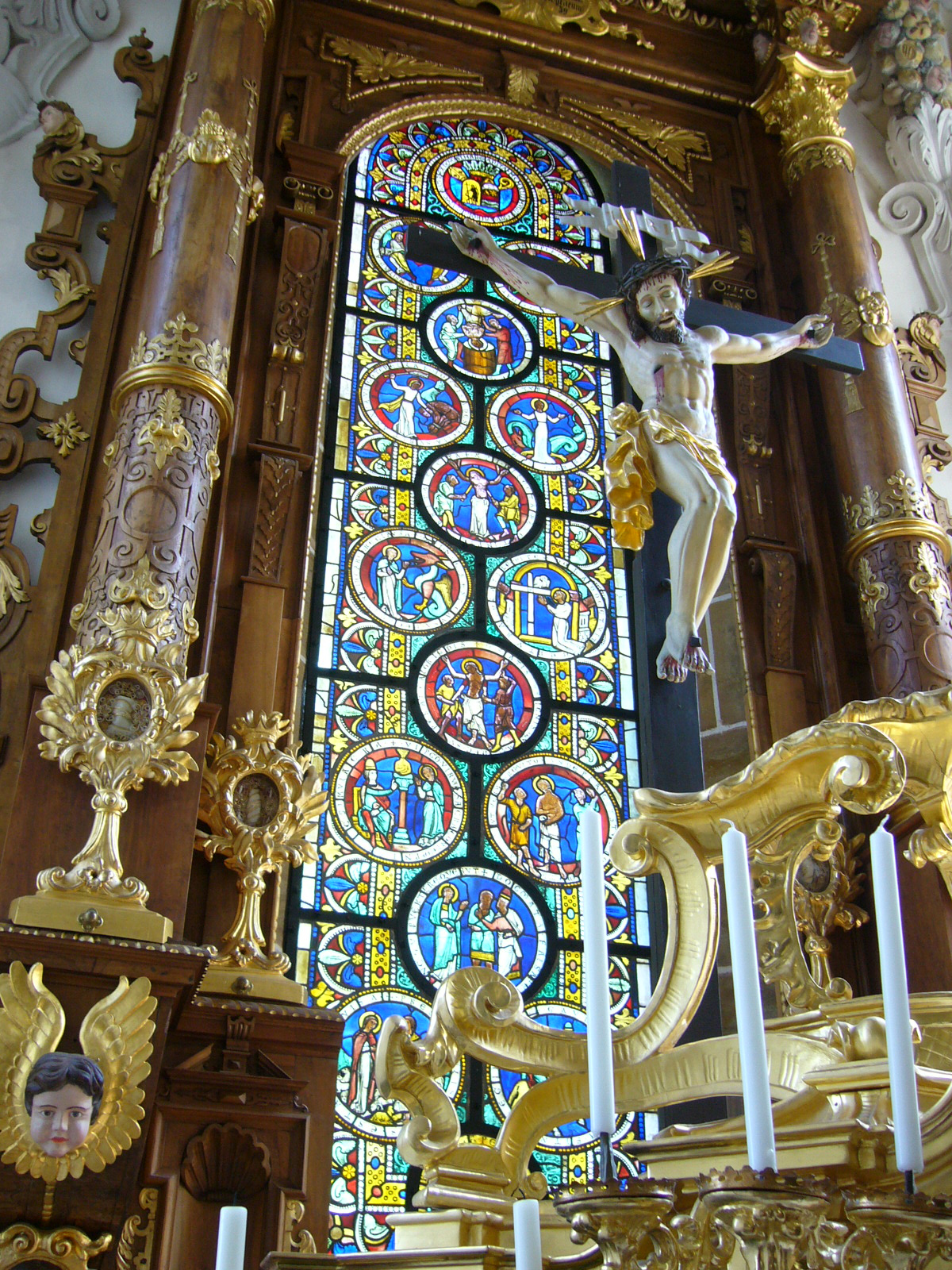
Ardagger, Margaretenfenster

Johannes Angerbauer-Goldhoff (* 1958 in Steyr) ist ein österreichischer Schmuckkünstler, Bildhauer und Konzeptkünstler.

## Leben
Johannes Angerbauer wurde als Sohn des Metallplastikers Johann Angerbauer und der Ziseleurin Gertrude Stolz geboren. Er besuchte von 1968 bis 1972 das Bundesrealgymnasium und von 1972 bis 1976 die Höhere Abteilung für Kunst und Design an der HTL Steyr. Von 1977 bis 1982 studierte er an der Hochschule für Gestaltung Linz bei Helmuth Gsöllpointner, Gottfried Höllwarth und Erwin Reiter. Von 1979 bis 1981 besuchte er das Bildhauerseminar Gusen bei Gottfried Höllwarth. 1982 leistete er Zivildienst bei der Betreuung von mehrfach behinderten Kindern im Institut Hartheim. Sein Vater (1977) und seine Mutter (1985) starben früh. Er übernahm 1982 das Schmuckatelier der Eltern und schloss es 1984. Seit 1989 arbeitet er am Werkzyklus T.A. Tellaura Anachtonismos – Die Rückkehr des Goldes zur Erde und seit 1996 am Erweiterten Goldbegriff = Social Gold als globales Symbol für mehr Menschlichkeit.
Johannes Angerbauer verwendete von 1987 bis 1991 das Pseudonym Johannes Goldhoff. Ab 2008 nahm er dieses Pseudonym in den Doppelnamen Johannes Angerbauer-Goldhoff auf. In seiner Kunst verbinden sich soziale und politische Bezüge. Einen Teil des Kaufpreises spendet er bedürftigen Menschen oder Sozialprojekten. 
Mit dem Kunstprojekt „Anlagegoldbarren“ vergoldet er seit 2012 hart gewordenen Brotlaibenden. Zu jedem seiner Brot-Anlage-Goldbarren gehört ein Zertifikat, das aus einer historischen Degussa Aktie geschaffen wurde. Jeder Goldbarren ist mit dem aktuellen Ögussa Tageskurs verknüpft (Gold als Kapitalanlage).

## Auszeichnungen
- 1993 Goldene Ehrenmedaille des Künstlerhauses Wien, für EnvironmentT.A.0179[3]
- 1996 1. Platz für Konzept Goldbrunnen von Engerwitzdorf. Geladener Wettbewerb für ein Brunnenprojekt am Ortsplatz von Mittertreffling.[4]
- 1999 1. Preis für Konzept T.A.05699 beim Kunstwettbewerb „Hommage an das Margaretenfenster“ der Stiftskirche Ardagger. Realisierung durch Ankauf des Werks von der NÖ Landesregierung.[4]
- 2008 1. Platz für Konzept T.A.011208 Goldenes Gemeindekleeblatt und Projektrealisierung bei der „Kunst am Bau“ Ausschreibung für das gemeinsame Verwaltungszentrum der Gemeinden Oberndorf bei Schwanenstadt, Pitzenberg, Pühret, Rutzenham.[4]
- 2013 Oberösterreichische Werbepreis caesar 2013[5]

## Werke im öffentlichen Raum
- 1995 Das Steyrer Denk-Mal. Goldversenkung und Installierung eines Pflasterstein-Objekts in der Pfarrgasse in Steyr.
- 1999 Hommage an das Margaretenfenster der Stiftskirche Ardagger
- 2009 Gitschtaler Gold Sitzsteine. Ein Social Gold Landart Projekt. Der Ursprung lag in der Gemeinde Gitschtal in Kärnten.[6] Das Goldene Netzwerk weitet sich aus auf das Gail- und Drautal.[7]
- 2009 Goldstein Niederlegung zum Gedenken an die jüdischen Opfer des Nazi Regimes im jüdischen Friedhof, in Steyr.[8]

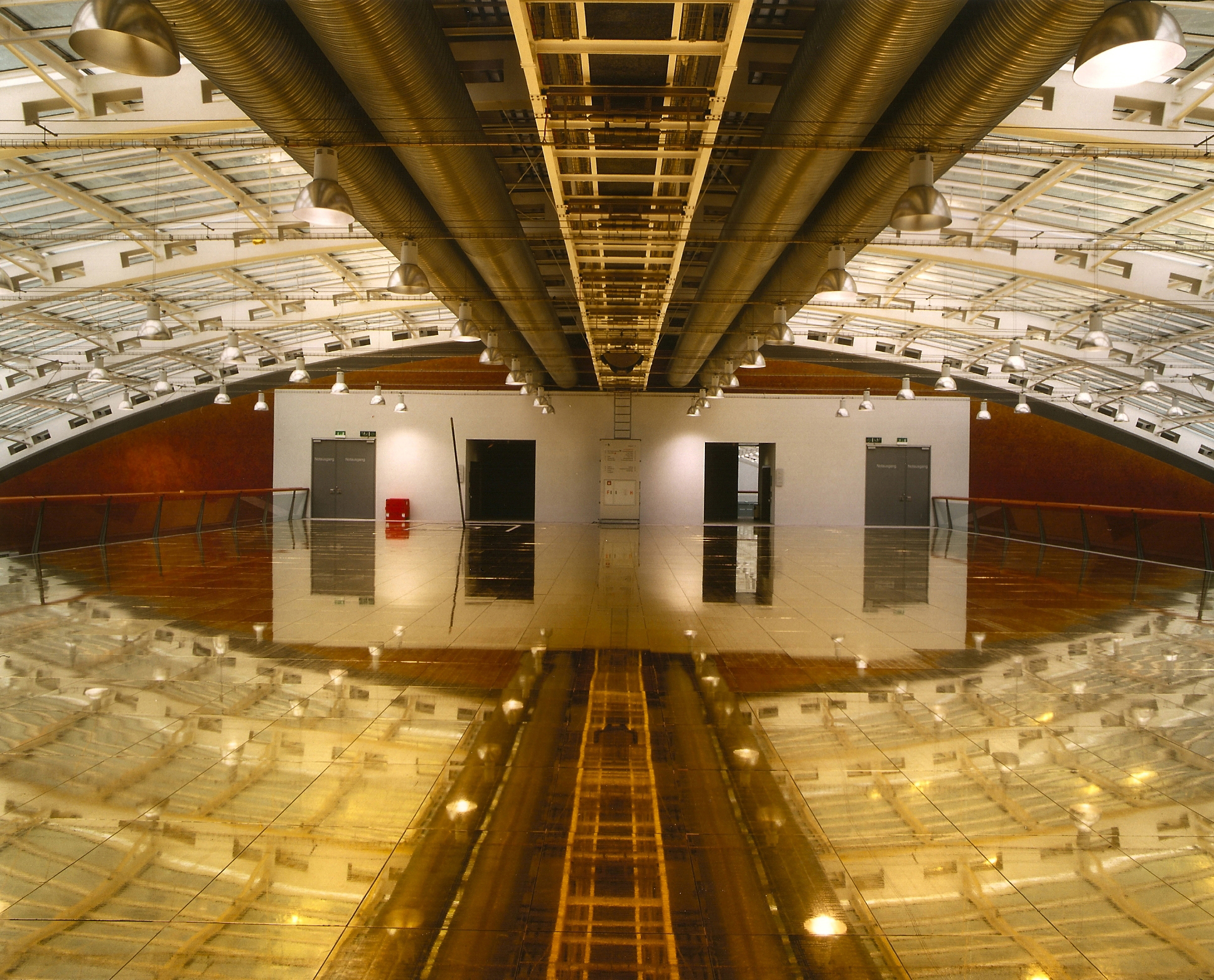
Ein Soziales Kunstprojekt von Johannes Angerbauer-Goldhoff im Design-Center Linz. Gesamt Oberösterreich in Social Gold.(1997)

- 2014 „KRISTALLTAG – Goldene Rathauspassage Steyr“. Dauerhafte Installation des „Kristalltag Goldobjekts (1998)“, gezeigt bei „GOLD“ im Wiener Belvedere (2012), mit Spuren von 38 Menschen die das Schicksal der Verfolgung, Vertreibung und Gewalt erleiden mussten. Es steht für die Forderung des „Niemals Wieder“ und „Zuerst kommt der Mensch im Gold“.[9]

## Kunst am Bau
- 2013 – „GLÜCK event 2013“[10]
- 2013 – „Sparkasse Neuhofen an der Krems“[11]
- 2008 – „Goldenes Gemeindekleeblatt – 4+Verwaltungszentrum Oberndorf“[12] beim Verwaltungszentrum der Gemeinden Oberndorf bei Schwanenstadt, Pitzenberg, Pühret, Rutzenham.
- 1999 – „TA MEUS – Generali Landesdirektion,Linz“.[13]
- 1996 – „Eins Rohr – Bauprojekt Rubenzucker/Steinwendtlehner“
- 1995 – „Jodschwefelbad Bad Goisern“

## Ausstellungen

Begangener Social Gold Kiss im Belvedere in Wien (2012)

- 1995 Goldene Eingangsschwelle T.A.02895 – Minenfeld # 4 und Ausstellung, Galerie Pohlhammer, Steyr.[14]
- 1995 Goldene Bodenschwelle T.A.03095 – Minenfeld # 4, OÖ Presseclub, Ursulinenhof Linz.[15]
- 1995 Goldene Eingangsschwelle T.A.03195 – Minenfeld # 6, zur Kunst95, Zürich.[16]
- 1996 Bodeninstallation T.A.03396 – Minenfelder # 7 a,b im FAZAT Steyr. Texte im Katalog/Projektdokumentation von Martin Hochleitner und Josef Weidenholzer
- 1997 Bodeninstallation Goldene Empore im Design-Center in Linz. Oberösterreich vereinte sich auf 1.270 m² blattvergoldeten Telefonbuchseiten, gedruckt auf Sicherheitsglas.[17]
- 2012 Rauminstallation ....ARM....gold als Beitrag zu KUNST MACHT POLITIK, im Schloss Ulmerfeld bei Amstetten.[18] Die Installation thematisiert den Wert des Menschen und den Wert der Arbeit.
- 2012 Bodeninstallation Social Gold Kiss als Beitrag in der von Thomas Zaunschirm kuratierten int. Ausstellung GOLD im Unteren Belvedere in Wien.[19]
- 2013 Goldene Zeit. Einzelausstellung in der Galerie Steyrdorf, in Steyr.[20]
- 2013 STEYR Eisen und Gold. Raiffeisenbank Region Steyr.[21]
- 2016 27 Jahre Social Gold Relikte Galerie Forum Wels

## Installationen
- 2015 Life Ball Gold Installation[22] im Arkadengang des Wiener Rathauses.

## Initiativen
- 1996 Gründungsmitglied des Vereins ROHSTOFF – eine Kunstinitiative und der KUNSTHALLE.tmp Steyr mit Reinhold Rebhandl und Walter Ebenhofer.
- 1997 Obmann und Gründungsmitglied des Vereins T.Acht – Humanitäre Gesellschaft zur Linderung menschlichen Leids.
- 2001 Initiator und Obmann und Gründungsmitglied des Vereins Kunst Initiative: vom Wasser bedeckt mit Erich Spindler und Markus Anton Huber.
- 2010 Transformation der Kunst Initiative: vom Wasser bedeckt in die Kunstinitiative Sozialvernetzt.[23] mit Irma Kapeller.
- 2011 Gründungsmitglied des Vereins MUZIKU – Museum für Zivilcourage und Kunst mit Lygia Simetzberger.[24]
- 2011 Initiator und Gründungsmitglied des Vereins ÖSOV Austria – Österreichischer Sach Opfer Verein mit Friedrich Steinbock.

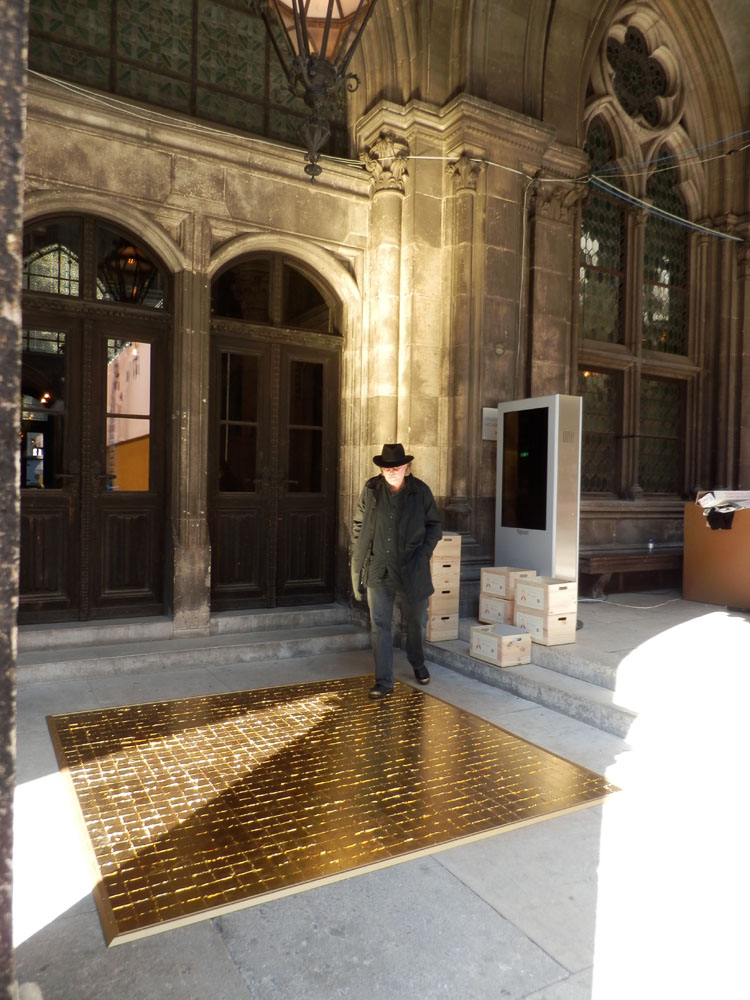
Der Social Gold Carpet erleuchtet den Arkadengang des Wiener Rathauses. Johannes Angerbauer-Goldhoff beim Life Ball 2015